# خانه حسن‌زاده
خانهٔ حسن‌زاده؛ نام خانه‌ای تاریخی مربوط به دورهٔ پهلوی است و در شهرستان مشهد، شهر مشهد، خیابان شاهین‌فر، کوچهٔ جهان‌بخت، کوچهٔ شهید عرفانی ۱۰ واقع شده و این اثر در تاریخ ۲۵ مرداد ۱۳۸۴ با شمارهٔ ثبت ۱۳۳۶۸ به‌عنوان یکی از آثار ملی ایران به ثبت رسیده‌است.